# Ri Hak-won
Ri Hak-won (ur. 26 kwietnia 1986) – północnokoreański zapaśnik walczący w stylu klasycznym. Zdobył brązowy medal na igrzyskach azjatyckich w 2014. Siódmy na mistrzostwach Azji w 2014 roku.